# Alchemilla nicolsonii
Alchemilla nicolsonii é uma espécie de rosácea do gênero Alchemilla, pertencente à família Rosaceae.